# Шайзала
Абу-ль-Маали Азизи ибн Абд аль-Малик ибн Мансур аль-Джили (араб. أبو المعالي عزيزي بن عبد الملك بن منصور الجيلي‎), известный как Ша́йзала (араб. شيذلة‎; XI век — 23 декабря 1100, Багдад) — суфийский аскет, представитель шафиитской правовой школы, проповедник, мутакаллим, знаток и собиратель арабской поэзии и повествований (хикаят), автор множества трудов на различные темы: фикх, усуль ад-дин, проповеди.

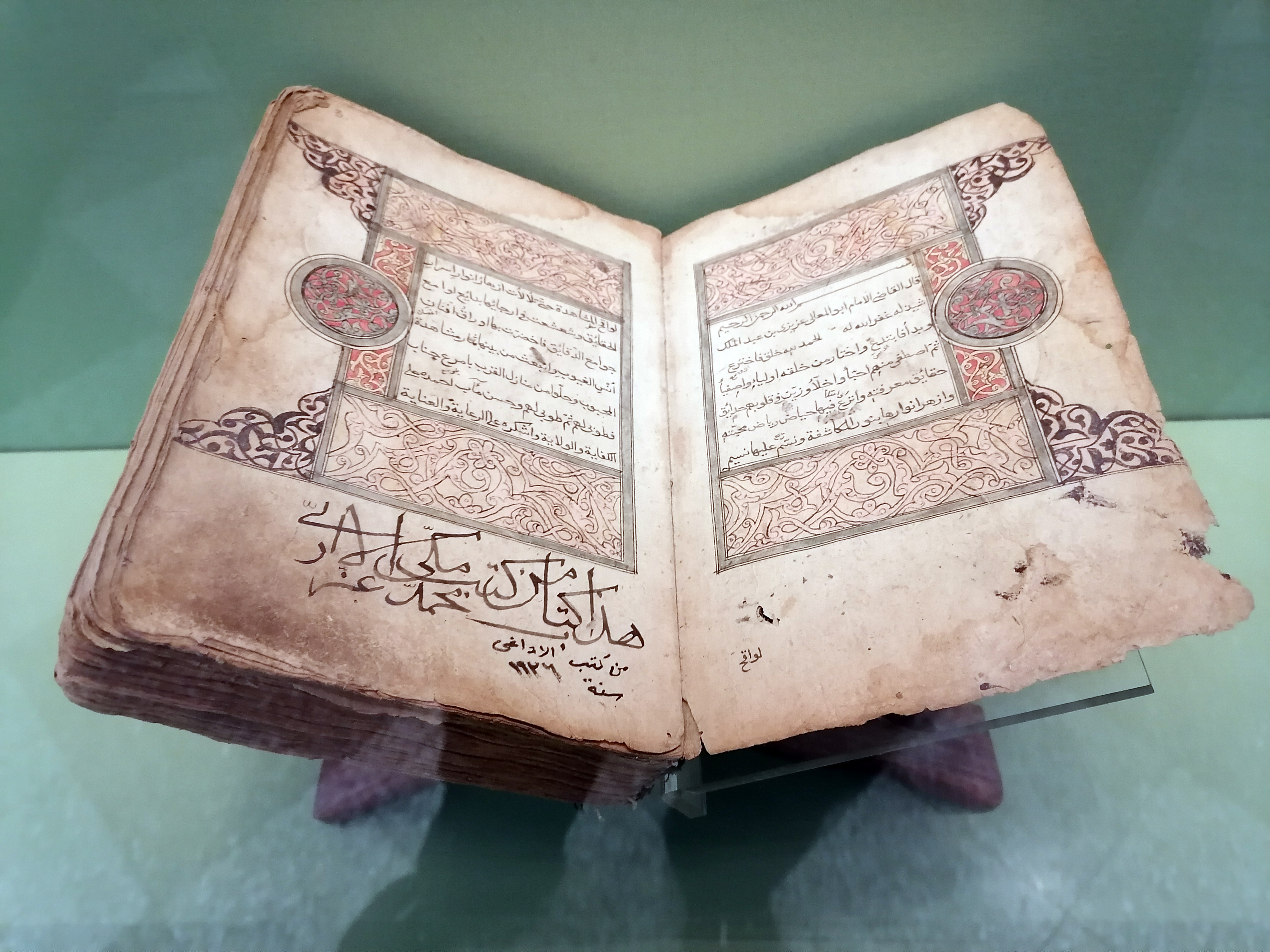
Рукописная копия «Блеск света сердец в собирании тайн влюблённого и возлюбленного» в собрании Государственного Эрмитажа

## Биография
Шайзала был родом из Гиляна, отсюда и его нисба аль-Джили (аль-Гилани). Жил в Багдаде, где заведовал судейством (был валий аль-када) в квартале Баб аль-аздж, затем стал верховным судьёй города (кади аль-кудат), сменив на этом посту Абу Бакра аш-Шами (1010—1095). Заслуживший прозвище «шейха проповедников», красноречивый и остроумный Шайзала был искусен в деле проповеди, что было отмечено средневековыми авторами. Также он был выдающимся знатоком и собирателем арабской поэзии, о чём свидетельствуют его произведения, насыщенные поэтическими цитатами. Помимо упомянутых положительных качеств, источники отмечают его вспыльчивый характер и сквернословие.
Шайзала является автором книги по суфизму Лавами анвар аль-кулюб фи-джавами (вар. джам) acpаp аль-мухибб ва-ль-махбуб («Блестки света сердец в собирании/собрании сокровенных тайн влюбленного и Возлюбленного»). Книга адресована всем «обезумевшим от страстной любви к Богу» (мутаййамун) и «нашедших Бога» (ваджидун). В ней рассмотрены многочисленные аспекты понятия «любовь к Богу» и разъяснены «состояния» (ахваль), «стоянки» (макамат), «привалы» (маназиль) суфиев-мистиков на пути к Богу.
Шайзала скончался в Багдаде 23 декабря 1100 года (17 сафара 494 года хиджры). Похоронен на кладбище Баб Абраз, напротив могилы своего учителя — Абу Исхака аш-Ширази.